# إميليا (فلوريدا)
إميليا هي مدينة تصنف بكونها منطقة فردية في مقاطعة ناسو في ولاية فلوريدا بالولايات المتحدة. تقع المدينة في الجزء الجنوبي من جزيرة إميليا على طريق الولاية A1A، قرب نهر إميليا.